# Хейз, Анна Мэй
Анна Мэй Вайолет Маккейб Хейз (англ. Anna Mae Violet McCabe Hays; 16 февраля 1920, Буффало, штат Нью-Йорк, США — 7 января 2018, Вашингтон, округ Колумбия, США) — американский военный деятель, бригадный генерал Армии США, известная тем, что стала первой американской женщиной, достигшей генеральского звания. 13-й начальник Корпуса медсестёр с 1 сентября 1967 года по 31 августа 1971 года.
Родилась в Буффало в семье активистов Армии спасения. Из-за нехватки денег не смогла получить музыкальное образование, но в 1941 году окончила школу медсестёр в Аллентауне. В том же году, после японской атаки на Перл-Харбор, добровольцем записалась в Корпус медсестёр Армии США, а в 1942 году зачислена на военную службу. Служила в полевых госпиталях на Китайско-Бирманско-Индийском театре военных действий. После окончания Второй мировой войны работала в различных госпиталях, посещала курсы в Пенсильванском университете, а затем записалась в Колумбийский университет, однако не успела окончить учёбу из-за начала Корейской войны. После службы в Корее, в 1951 году была переведена в Японию. Затем поступила на работу в Армейский медицинский центр имени Уолтера Рида, где в качестве медсестры ухаживала за президентом Дуайтом Эйзенхауэром. В 1957 году наконец окончила Колумбийский университет, некоторое время проработала в центре имени Рида, а затем перевелась в Корею. В 1963 году получила звание подполковника и поступила на работу в офис начальника Корпуса медсестёр. Как ассистент начальника Корпуса лично выезжала на фронт Вьетнамской войны. В 1967 году в звании полковника назначена начальником Корпуса медсестёр. Проделала большую работу по совершенствованию условий службы женщин в армии, введению социальных гарантий, развитию учебных программ и системы оказания медицинской помощи. В 1970 году получила звание бригадного генерала, став первой женщиной в этом качестве вместе с Элизабет Хойзингтон из Женского армейского корпуса. В следующем году вышла в отставку. На пенсии занималась общественной деятельностью на уровне Корпуса, общины и церкви Аллентауна. Была замужем, но овдовела, детей не имела. Скончалась в возрасте 97 лет в Вашингтоне и была похоронена с воинскими почестями рядом со своим отцом.

## Биография

### Молодые годы
Анна Мэй Вайолет Маккейб родилась 16 февраля 1920 года в Буффало, штат Нью-Йорк. Она стала средним ребёнком из трёх детей в семье Дэниела Джозефа Маккейба II (1881—1939) и Мэтти Флоренс Хамфри (1885—1961). Отец был родом из Ирландии, а мать из Уэльса. Семья: старший брат — Даниэль Джозеф III (1917—1981), младшая сестра — Кэтрин Эванджелин (1922—2009), в замужестве Фритчман.
Родители Анны Мэй были офицерами Армии спасения. Её семья часто переезжала с места на место по западу Нью-Йорка и востоку Пенсильвании, в том числе четыре года прожила в Истоне, а в 1932 году, когда Анне Мэй исполнилось 12 лет, осела в Аллентауне, округ Лихай. Родители воспитывали в своих детях приверженность служению обществу и самопожертвованию, в частности, в годы депрессии приглашали нищих и голодных в дом на обед. В детстве Анна Мэй перевязывала бинтами ножки столов и стульев, планируя в будущем стать медсестрой. Она училась в средней школе Аллентауна, которую окончила в 1937 году. Анна Мэй обладала музыкальным талантом, играла на пианино, органе и валторне, хотела пойти в Джульярдскую школу и получить музыкальное образование, но на это в семье не хватило денег, однако любовь к музыке сохранилась у неё на всю жизнь.

### Военно-медицинская карьера
«Я думаю, что рекрутинг сыграл важную роль в том, почему я в начале 1942 года вступила в армию. Но я уверена, что и так стала бы армейской медсестрой. Я хотела служить своей стране».
В 1939 году Маккейб поступила в школу медицинских сестёр генерального госпиталя Аллентауна, которую она окончила в 1941 году с отличием и с дипломом в области сестринского дела. После этого она осталась работать в госпитале и, как многие другие медсёстры, вступила волонтёром в «Красный Крест». В 1941 году за несколько месяцев до нападения японцев на Перл-Харбор, вместе с сестрой, живущей с овдовевшей матерью, Маккейб проехала 60 миль на трамвае до Филадельфии и записалась в Корпус медсестёр Армии США, тогда как брат вступил в морскую пехоту. По достижении возраста 22 лет, в мае 1942 года она была зачислена на действительную военную службу в звании второго лейтенанта. Намереваясь служить своей стране, одновременно с растущей в газетах волной патриотизма Маккейб отчётливо понимала, на какую работу идёт в военное время, но, наверное, не представляла, насколько успешной окажется её карьера.
Свою службу Маккейб начала в резервном подразделении госпиталя Пенсильванского университета. В его составе она на поезде доехала до базы Кэмп-Клэйборн, штат Луизиана, где прошла базовую воинскую подготовку, но также проявила свой музыкальный талант, играя на пианино на еженедельных церковных службах. Вместе со своими коллегами-медсёстрами Маккейб ожидала командирования в Европу, однако истинный пункт назначения был сообщён им только в последний момент. В январе 1943 года она была отправлена в Индию, где служила в операционной 20-го полевого госпиталя в городе Ледо в Ассаме, в тысяче миль к северу от Калькутты. Госпиталь стоял в начале дороги Ледо и был предназначен для оказания медицинской помощи солдатам, занятым на её строительстве через джунгли по направлению в Бирму до Китая при помощи «мародёров Меррила», совершавших набеги на японские позиции. Маккейб служила на Китайско-Бирманско-Индийском театре военных действий, где познакомилась с такими известными личностями, как генералы Джозеф Стилуэлл и Фрэнк Меррилл, китайский генерал Чан Кайши и британский адмирал Луис Маунтбеттен, верховный главнокомандующий силами союзников в Юго-Восточной Азии. Условия жизни и труда были довольно примитивными: хижины из бамбука, разнообразные болезни, в том числе лихорадка денге, малярия и дизентерия, нашествие тараканов, пиявок и змей, особенно во время муссонных сезонов. За два года работы через госпиталь, то есть руки Анны Мэй и ещё 31-й медсестры, прошло более 49 тысяч пациентов, нередки были гангрены и ампутации.
«Я не знаю ни одной медсестры, которая не захотела бы служить своей стране во время войны».
Спустя два года службы в Индии, в апреле 1945 года, Маккейб была повышена в звании до первого лейтенанта. Война кончилась, когда Маккейб находилась в отпуске в США, после чего она решила остаться на службе в Корпусе, хоть и хотела стать стюардессой, где также требовалось знание сестринского дела. По двенадцать часов в день и 6 дней в неделю она работала администратором в операционной, а затем — старшей сестрой — в генеральном госпитале Тилтона на базе Форт-Дикс, штат Нью-Джерси. В январе 1947 года Маккейб была повышена до капитана. В знак признания организаторских способностей она была назначена администратором акушерского отделения в генеральном госпитале Вэлли-Фордж в Финиксвилле, штат Пенсильвания, а затем стала старшей сестрой в поликлинике на базе Форт-Майер, штат Виргиния. Маккейб посещала Пенсильванский университет и ходила на курсы по неонатологии, где ознакомилась с новыми методиками ухода за недоношенными младенцами, а затем была принята в Колумбийский университет, однако её дальнейшие учебные планы прервала начавшаяся Корейская война.
В августе 1950 года Маккейб получила направление в Инчхон, в преддверии Инчхонской операции, ознаменовавшейся победой войск ООН под командованием генерала Дугласа Макартура. Она поступила в расположение 4-го полевого госпиталя на базе Форт-Беннинг, штат Джорджия, который в сентябре того же года высадился на западном побережье Корейского полуострова. После стремительного вражеского наступления, в феврале 1951 года посреди ночи она вместе со своими товарищами была эвакуирована поездом в Тэгу, ожидая всю поездку взрыва железнодорожной эстакады. В Корее, по воспоминаниям Маккейб, условия были ещё хуже, чем в Индии во времена Второй мировой войны, в том числе по причине низких температур в операционной, нехватки элементарных инструментов, отсутствия дров для отопления и даже воды. Тем не менее именно в Корее Маккейб стала свидетелем внедрения новейших достижений в области медицины, от цельной крови, антибиотиков и болеутоляющих средств до быстрой эвакуации раненых солдат на вертолётах. Так, в период с сентября 1950 года по июль 1951 года команда из 32 медсестёр, включавшая в себя и Анну Мэй, смогла оказать помощь более чем 25 тысячам пациентов, в том числе страдавшим от тяжёлых ранений и геморрагической лихорадки. Во время пребывания в Тэгу однажды за одну только ночь в 400-местный госпиталь поступило 700 человек, с некоторых раненых для оказания быстрой помощи иногда элементарно не хватало времени счистить запекшуюся грязь, ввиду чего приходилось оперировать как есть. Как и в Индии, Маккейб помогала капелланам и играла на полевой фисгармонии на свадьбах и церковных службах, проходивших иногда и на передовой.
Проведя семь месяцев в Корее, в апреле 1951 года Маккейб была переведена в Токийский армейский госпиталь, где занималась вопросами упрощения администрирования и снабжения, а также улучшения ухода за пациентами. Через год, в апреле 1952 года, она была направлена на должность администратора акушерского и педиатрического отделений на базе Форт-Индиантаун-Гэп, штат Пенсильвания. Первой в своём классе Маккейб окончила курс администрирования сестринского обслуживания на базе Форт-Сэм-Хьюстон, штат Техас, после чего в мае 1956 года была назначена старшей сестрой в отделении скорой помощи центра имени Уолтера Рида в Вашингтоне, округ Колумбия. В июне 1956 года в составе команды из трёх личных медсестёр она ухаживала за президентом Дуайтом Эйзенхауэром, госпитализированным на 23 дня и прооперированным по причине заболевания илеитом, воспалением тонкой кишки. Сидя у его постели, Маккейб Хейз тесно сдружилась с президентом, впоследствии гостила на ферме Эйзенхаура в Геттисберге, и их дружба продолжалась до его смерти в 1969 году. Позже она говорила, что знакомство с президентом стало одним из самых запоминающихся моментов в её карьере.
В 1957 году Хейз поступила в Учительский колледж Колумбийского университета, который окончила в 1958 году со степенью бакалавра в области сестринского дела. После этого она была назначена старшей сестрой радиоизотопной клиники исследовательского института Армии имени Уолтера Рида, однако не была удовлетворена данной должностью из-за отсутствия личного контакта и прямой работы с пациентами и вскоре переведена на пост администратора клиники, где проработала семь месяцев. После смерти матери Хейз подала прошение на командировку в Корею, куда прибыла в октябре 1960 года, став старшей сестрой в 11-м эвакуационном госпитале в Пусане. В начале 1962 года она вернулась на должность администратора в центре Рида, а затем стала одной из лишь двух медсестёр, окончивших школу менеджмента Армии США на базе Форт-Бивер, штат Виргиния.
В 1963 году Хейз была повышена в звании до подполковника, в то время как большинство медсестёр уходило со службы в звании майора. В мае того же года она поступила на работу в офис начальника Корпуса полковника Маргарет Харпер, где занималась множеством вопросов, в том числе обязательной выдачей униформы армейским медсёстрам. После ухода Харпер в отставку и прихода на её место полковника Милдред Кларк, 1 сентября 1963 года Хейз была назначена ассистентом начальника Корпуса, сменив майора Гарриет Доули. После начала Вьетнамской войны в 1965 году организационные, административные и лидерские навыки Хейз оказались чрезвычайно востребованы для проведения оценки условий ухода за пациентами, ситуации с медицинской помощью и последующего усовершенствования работы Корпуса, в котором состояло на тот момент всего 2 тысячи медсестёр. Для этого она трижды лично выезжала на фронт во Вьетнам. Тогда же Хейз вместе с Кларк сыграла важную роль в создании института сестринского дела имени Уолтера Рида, обучении квалифицированных медсестёр и усовершенствовании преподавания. В июле 1966 года она была повышена в звании до полковника. 31 августа Хейз передала полномочия ассистента начальника Корпуса подполковнику Глэдис Джонсон.
1 сентября 1967 года Хейз была назначена начальником Корпуса медсестёр, сменив Кларк и став 13-й в этой должности. Начало пребывания полковника Хейз на данном посту ознаменовалось тем, что 8 ноября того же года в Белом доме в присутствии членов Корпуса медсестёр и её самой президент Линдон Джонсон подписал публичный закон 90-130, устраняющий барьеры в отношении женщин-военнослужащих для продвижения по службе на высшие офицерские звания. На пике карьеры Хейз под её руководством находилось 7 тысяч профессиональных медсестёр, в том числе 2 тысячи гражданских лиц, а также 10 тысяч парапрофессионалов. Хейз активно занималась разработкой новых учебных программ и долгосрочных приоритетов развития Корпуса, сосредоточившись на усовершенствовании клинической практики, профессиональном развитии и как можно дольшем удержании офицеров на службе. Она выступила инициатором изменения армейской политики в отношении обращения с женщинами-военнослужащими, благодаря которым в 1970 году были отменены правила об автоматическом увольнении офицеров при беременности и об ограничении определения медсестёр в резерв Корпуса в зависимости от возраста их детей. Кроме того, супругам женщин-военнослужащих было позволено иметь такие же привилегии, как у супруг мужчин-военнослужащих.
«Я не ощущала ничего, кроме огромнейшего восхищения армейскими медсёстрами, служившими во Вьетнаме, считая, что их великий труд, несомненно, останется в сердцах их благодарных пациентов».
В 1968 году Хейз получила степень магистра в области сестринского дела от Католического университета Америки в Вашингтоне, округ Колумбия. В тот период под её руководством была проведена работа по значительному увеличению числа медсестёр, работающих в зонах военных конфликтов за рубежом, что было особенно актуально в контексте «тетского наступления» января 1968 года, ставшего по количеству жертв самым кровавым сражением за весь период Вьетнамской войны. Усовершенствованию подверглась и стратегия найма медсестёр, в ходе которого в каждом округе при отделениях Рекрутингового командования появилась школа сестринского дела. Хейз также выступила с идеей отправки армейских медсестёр на учёбу в гражданские школы для получения дипломов и докторских степеней, в частности организовала несколько курсов по сестринскому делу и учредила магистерскую программу в области анестезии, спонсируемую Гавайским университетом и армейским медицинским центром Триплера, штат Гавайи. Спустя год, благодаря стараниям Хейз, количество медсестёр, получивших степень бакалавра, выросло с 11 до 42 процентов.  Её работа повысила престиж и профессионализм Корпуса медсестёр, поспособствовав росту уважения к медсёстрам и женщинам, как в армии, так и по всей стране. В 1971 году Хейз была признана лучшим офицером Корпуса медсестёр и получила премию «Дочерей американской революции» имени Аниты Ньюком Макги, а также стала обладателем наград выпускников Колумбийского и Католического университетов, почётным доктором колледжа Седар-Крест.
15 мая 1970 года Хейз историческим решением президента Ричарда Никсона получила звание бригадного генерала. Никсон первым из президентов воспользовался таким правом впервые с момента принятия соответствующего закона в 1967 году и за всю 196-летнюю военную историю США. Хейз узнала о своём повышении от журналистов, но не сразу поверила этому. Церемония присвоения звания прошла 11 июня 1970 года в Пентагоне в присутствии начальника штаба Армии генерала Уильяма Уэстморленда и секретаря Армии Стэнли Ресо, членов Конгресса, официальных лиц, а также брата и сестры Хейз. Она стала первой женщиной и первой медсестрой в истории армии США, повышенной до бригадного генерала; второй после Хейз оказалась Элизабет Хойзингтон. При этом присвоение им званий прошло во время одной церемонии, однако Хейз получила свои звёзды на несколько минут раньше Хойзингтон по алфавитному порядку и поэтому «технически» считается первой женщиной — бригадным генералом. Генерал Уэстморленд прикрепил серебряные звёзды к погонам Хейз вместе с главным хирургом Армии США Хэлом Дженнингсом. По желанию вдовы Эйзенхауэра, Мейми, это были те самые звёзды, которых её муж получил ещё в 1941 году, когда стал бригадным генералом. В своём обращении к собравшимся Хейз сказала, что эти генеральские звёзды являются свидетельством «преданных, самоотверженных и нередко героических усилий армейских медсестёр во всём мире с 1901 года во времена мира и войны», процитировав высказывание Альберта Эйнштейна как кредо служения своей стране: «Я должна каждый день напоминать себе, что я принадлежу жизням других людей и что я должна приложить такие усилия, чтобы я могла дать им то же самое, что они дали мне». Уэстморленд поцеловал Хейз в губы, в шутку положив начало традиции поздравления женщин-генералов, но и всерьёз отметил, что она и Хойзингтон стали первыми женщинами-командующими на Западе со времён Жанны д’Арк. После этого Хойзингтон вместе с Хейз стали медийными персонами, появившись в телепередачах Дика Каветта и Дэвида Фроста, популярных шоу «Today» и «What's My Line?».
31 августа 1971 года Хейз в возрасте 51 года вышла в отставку после 30 лет военной службы, трёх войн и четырёх лет на должности начальника Корпуса. Она ушла на пенсию одновременно с Хойзингтон. На прощальной церемонии в кабинете Уэстморленда в Пентагоне генерал наградил Хейз медалью Армии «За выдающуюся службу», самой высокой небоевой военной наградой США. В своей речи в тот день она, в частности, сказала: «Я поняла, что когда я в 1942 году проехала около 60 миль на трамвае из Аллентауна до Филадельфии, я стала частью самого лучшего медицинского подразделения Второй мировой войны… и есть что-то особенное в том, чтобы быть армейской медсестрой». Следующим начальником корпуса после Хейз стала бригадный генерал Лилиан Данлап.

### Личная жизнь
В июле 1956 года Анна Мэй Маккейб вышла замуж за Уильяма Хейза, директора защищённых мастерских в Вашингтоне, обеспечивающих работой людей с инвалидностью. Они познакомились, когда Уильям занимался делами инвалидов в центре Рида; также он работал деканом по студенческим вопросам в колледже Лебанон-Вэлли и был специалистом по образованию в министерстве здравоохранения, образования и социального обеспечения. В замужестве Хейз взяла фамилию мужа. Она овдовела в 1963 году, спустя шесть лет после женитьбы. Последующее десятилетие ознаменовалось большими карьерными успехами в жизни Хейз, однако было омрачено смертью супруга. На следующий день после присвоения звания Хейз встретила в парикмахерской жену генерала Уэстморленда, Китси, которая пожелала ей снова выйти замуж, отметив: «Я хочу, чтобы хоть кто-то узнал, что значит состоять в браке с генералом». Тем не менее Хейз больше никогда не выходила замуж, не имела детей, но у неё было много племянников и племянниц.
Хейз не была феминисткой, но, став бригадным генералом, послужила символом нарождающегося женского освободительного движения. Впоследствии в Армии США появились и женщины — четырёхзвёздные генералы: первой в 2008 году стала Энн Данвуди.
После отставки Хейз поселилась в ставшем родном Аллентауне, каждый год уезжая на несколько месяцев отдыхать в Марбелью, Испания. Жила в квартире с видом на Потомак и коллекционировала живопись. Жизнь Хейз была заполнена музыкой и церковью, помощью другим людям и проблемами родного города, а также общением со своими товарищами по Корпусу. В 1975 году она стала почётным гостем на праздновании 74-й годовщины со дня образования Корпуса. В 1978 году Хейз была назначена президентом Джимми Картером в комиссию американских военных монументов. В 1995 году Хейз вместе с бригадными генералами Нэнси Адамс и Хейзел Джонстон-Браун приняла участие в открытии президентом Биллом Клинтоном мемориала «Женщины на военной службе Америке» в Арлингтоне, штат Виргиния, первого национального памятника в честь женщин-военнослужащих.
Хейз оставила воспоминания о жизни и службе, записанные в 1983 году по программе устной истории высших офицеров Армии США. Её архив хранится в Проекте истории ветеранов при Американском фольклорном центре Библиотеки Конгресса.
Последние годы Хейз жила в пенсионном посёлке Ноллвуд близ Вашингтона, округ Колумбия, но каждый год обязательно навещала Аллентаун. В 2010 году она отметила 90-летний юбилей. В 2013 году Хейз была награждена премией «Живая легенда» от Фонда при Центре наследия Армии США.

### Смерть и похороны
Анна Мэй Вайолет Маккейб Хейз скончалась 7 января 2018 года в Ноллвуде (Вашингтон, округ Колумбия) от осложнений из-за сердечного приступа в возрасте 97 лет. Она завещала похоронить себя рядом со своим отцом на кладбище Грандвью в тауншипе Саут-Уайтхолл, несмотря на то, что по статусу и воинскому званию имела право быть похороненной на Арлингтонском национальном кладбище. Похороны прошли 12 января с полными военными почестями под салют Почётной гвардии Содружества Пенсильвания; родные попросили вместо приношения цветов сделать пожертвование Армии спасения. Решением губернатора Пенсильвании Тома Вулфа в память о Хейз на три дня были приспущены флаги штата над комплексом Капитолия и всеми учреждениями Содружества.

## Награды
| \| \| \| \| \| \| \| \| \| \| \| \| \| \| \| \| \| \| \| \| | Сверху вниз, слева направо: Медаль Армии «За выдающуюся службу», орден «Легион почёта» с пучком дубовых листьев, Похвальная медаль Армии, медали «За Американскую кампанию», «За Азиатско-тихоокеанскую кампанию» с одной звездой за службу, Победы во Второй мировой войне, «За службу в оккупационной армии», «За службу национальной обороне» с пучком дубовых листьев, «За службу в Корее» с тремя звёздами за службу, «За службу ООН в Корее», Похвальная благодарность армейскому подразделению с пучком дубовых листьев. |  |
|                                                             | |  |
| Бронзовый пучок дубовых листьев                             | |  |
| Бронзовая звезда за службу                                  | |  |
| Бронзовый пучок дубовых листьев                             | Бронзовая звезда за службу · Бронзовая звезда за службу · Бронзовая звезда за службу |  |
|                                                             | Бронзовый пучок дубовых листьев |  |

## Почести
Именем Хейз названа программа по обучению медсестёр в армейском медицинском центре Уильяма Бомонта. Некоторые её личные вещи, в том числе военная униформа, выставляются в музее наследия долины Лихай. В 2012 году имя Хейз было занесено в Зал славы округа Лихай. В 2015 году её именем был назван мост Копли-Нортгемптон на границе округов Лихай и Нортгемптон. В 2017 году на церемонии в день ветеранов Хейз было вручено одеяло «Флаг доблести».